# Alifereti Doviverata
Pas d'image ? Cliquez ici

a Compétitions nationales et continentales officielles uniquement.

b Matchs officiels uniquement.
Dernière mise à jour le 2 août 2018.
Ro Alifereti Raivalita Doviverata est né le 14 juin 1976 à Suva (Fidji). C’est un joueur de rugby à XV international fidjien évoluant au poste de troisième ligne (1,85 m pour 105 kg).

## Carrière

### En club
- 2002-2005: Yamaha Júbilo  Japon
- 2005-2007: Tokyo Gas  Japon

### En équipe nationale
Doviverata  a eu sa première cape internationale le 24 août 1999, à l’occasion d’un match contre l'équipe d'Espagne.
Il a disputé les coupes du monde 1999 (1 match) et 2003 (4 matchs). Il fut capitaine pendant la coupe du monde de 2003. 
En parallèle, il a joué au rugby à VII avec l'équipe des Fidji, de 1996 à 2001, participant notamment au tournoi de Hong Kong (2001) et aux jeux mondiaux de 2001 au Japon.
Par ailleurs il a disputé trois matchs avec les Pacific Islanders en 2004.

## Palmarès
- 39 sélections avec l’équipe des Fidji dont 11 fois capitaine[2].
- Sélections par année : 1 en 1999, 6 en 2000, 8 en 2001, 7 en 2002, 6 en 2003, 2 en 2004, 2 en 2005, 3 en 2006 et 4 en 2007.
- 25 points
- 5 essais

- 3 sélections en 2004 avec les Pacific Islanders.